# Margaret Moran
Margaret Mary Moran (née le 24 avril 1955) est une femme politique du parti travailliste britannique. Moran est députée de Luton Sud de 1997 à 2010. En novembre 2012, les jurés de la Southwark Crown Court statuent qu'elle a falsifié ses dépenses parlementaires; elle n'a pas pu être jugée en raison de problèmes de santé mentale, mais l'affaire est néanmoins entendue sans elle . Ses réclamations frauduleuses totalisent plus de 53 000 £, le montant le plus élevé de tous les députés dans le Scandale des dépenses du Parlement du Royaume-Uni.

## Jeunesse
Moran est née à Bethnal Green, de parents irlandais Patrick et Mary Murphy,,. Elle est allée au St Ursula's High School (maintenant St Ursula's Convent School), une école catholique pour filles à Greenwich, puis au St Mary's College (maintenant St Mary's University College), un collège catholique à Strawberry Hill, Twickenham. Elle fréquente l'Université de Birmingham, obtenant un baccalauréat en sciences sociales en géographie et sociologie en 1978. Elle fréquente aussi le Hackney College .
Moran travaille d'abord comme enseignante . En 1984, elle devient conseillère locale dans l'arrondissement londonien de Lewisham et plus tard, elle est chef du conseil entre 1993 et 1995. Dans le même temps, Moran se présente aux élections générales de 1992 à Carshalton et à Wallington, terminant à la troisième place. Elle est également directrice de «Housing for Women», une association de logement, présidente nationale de la branche logement du syndicat NALGO, vice-présidente de l'Association of London Authorities et vice-présidente et présidente de l'Association of Metropolitan Authorities ,.

## Carrière parlementaire
Pour l'élection de 1997, elle est choisie pour se présenter pour les travaillistes à Luton Sud grâce à une liste restreinte de femmes et est élue, remportant le siège sur les conservateurs.
Après sa réélection aux élections de 2001, elle est promue au poste de whip adjoint attachée au Trésor entre 2003 et 2005. Elle est réélue pour un troisième mandat aux élections de 2005, avec une majorité réduite. Il y a eu une opposition significative parmi la grande population musulmane de Luton à son soutien à l'invasion de l'Irak en 2003. Moran soutient des plans de négociation avec l'Espagne sur le statut de Gibraltar, décrivant Gibraltar comme "effectivement une colonie d'avant-poste au sein d'un partenaire européen majeur", bien qu'elle ait accepté que tout changement doit avoir le consentement des Gibraltariens . En 2006, Moran est membre de la commission des affaires intérieures, où elle s'intéresse à l'aide aux femmes victimes de violence domestique et aux questions de protection de l'enfance. Elle est pendant un certain temps présidente du groupe multipartite sur la violence domestique et travaille avec Women's Aid pour lancer des projets en ligne tels que WomenSpeak et KidSpeak .
L'intérêt de Moran pour la protection de l'enfance l'amène à se rendre au Forum sur la gouvernance de l'Internet à Rio de Janeiro en novembre 2007 et elle est impliquée dans le lancement du Forum britannique sur la gouvernance de l'Internet . le 6 mars 2008. Moran est membre de la Commission de la Hansard Society sur l'examen du Parlement . Elle travaille avec la Fawcett Society pour produire une publication sur la participation des femmes sur Internet.

## Scandale des dépenses
Les réclamations de Moran pour les dépenses 2004–2005 étaient de 73 198 £, plus élevées que celles du député de Luton North Kelvin Hopkins . Cependant, ce n'est qu'en mai 2009 que tous les détails de ses allégations sont révélés. Celles-ci ont amené Moran à annoncer qu'elle ne se présenterait pas aux élections générales de 2010. Le premier ministre de l'époque, Gordon Brown qualifie le comportement de Moran de «totalement inacceptable».
Moran a des dépenses particulièrement élevées en papeterie et en frais postaux et en frais de personnel . À l'approche des élections générales de 2005, Moran a envoyé des milliers de lettres non sollicitées à ses électeurs. À la suite d'une plainte aux autorités de la Chambre des communes au sujet de l'une des lettres, le sergent adjoint aux armes Mark Harvey a déclaré que la lettre est "une réponse sollicitée raisonnable", mais qu'elle est contraire à l'esprit du règlement. Il poursuit en disant: "Après en avoir discuté avec Mme Moran, je suis convaincu qu'il n'y aura pas de répétition à l'avenir."  Les règlements ont changé depuis et il y a maintenant une limite sur les frais postaux qu'un député peut réclamer.
Le 8 mai 2009, le Daily Telegraph révèle que Moran a dépensé 22 500 £ pour traiter la pourriture sèche chez elle et son partenaire en bord de mer à Southampton, à environ 100 miles de sa circonscription de Luton South, quelques jours seulement après avoir transféré sa «résidence secondaire» dans sa propriété de Southampton. Le partenaire de Moran a travaillé à Southampton pendant 20 ans lorsque la réclamation est faite . Le Telegraph déclare que les dépenses «semblent être parmi les plus discutables de tous les députés», et la BBC  déclare que les affirmations ont provoqué «une colère publique généralisée» . Moran avait précédemment transféré son allocation de résidence secondaire de Luton à Londres et avait rénové les deux logements.
Le 12 mai, deux jours seulement après avoir défendu l'utilisation de l'argent des contribuables pour sa troisième maison, elle accepte de le rembourser, bien que par versements. Le même jour, le Daily Telegraph allègue qu'elle a utilisé 1 104,34 £ de ses frais de bureau pour payer les «meubles de sa maison».
Le 14 mai, le Daily Telegraph rapporte que Moran a facturé au contribuable près de 4 000 £ pour une affaire de tribunal du travail intentée par un ancien membre de son personnel. Le bureau des honoraires de la Chambre des communes a convenu que la facture pourrait être payée sur son budget de dotation de personnel.
Le 28 mai 2009, Moran annonce qu'elle ne se présenterait pas aux prochaines élections générales, invoquant «l'effet meurtrier sur mes amis, ma famille et ma santé».
En novembre 2009, le journal local de Moran, Luton &amp; Dunstable Express, lance une campagne «Get Moran Out Now» en première page . Il l'appelle à démissionner immédiatement plutôt que de continuer à réclamer des dépenses et de recevoir un gros salaire et une pension importante en restant à son siège jusqu'aux élections générales. Le journal critique l'incapacité de Moran à s'excuser ou à expliquer sa conduite à ses électeurs, affirmant qu'elle s'est "comportée de manière honteuse" et a "assez volé les contribuables" .
En décembre 2009, Gavin Shuker est choisi comme candidat travailliste pour remplacer Moran et conserve son siège aux élections générales.
Après que les révélations sur les dépenses aient éclaté, Moran cesse d'assister aux séances du Parlement, affirmant que le stress du scandale des dépenses a aggravé une condition médicale existante . 
Le 6 septembre 2011, le Crown Prosecution Service (CPS) annonce que Moran ferait face à 21 accusations criminelles:  15 de fausse comptabilité et six de falsification. Elle est citée à comparaître au Westminster Magistrates 'Court le 19 septembre 2011, où elle aurait pleuré tout au long de l'audience . Moran est envoyée à Southwark Crown Court pour y être jugé le 30 octobre 2011; elle n'a pas comparu et un plaidoyer de «non-culpabilité» est inscrit par défaut en son absence. Une date pour le procès d'une question est fixée au 18 avril et une audience sur les instructions est fixée au 15 décembre. Le 15 décembre 2011, le juge Saunders est informé que les psychiatres jugent Moran inapte à plaider auprès de la défense en soutenant que le procès ne devait donc pas se poursuivre. En avril 2012, après avoir reçu la preuve d'un certain nombre de psychiatres, le juge détermine que Moran n'est pas apte à plaider en personne - la procédure est autorisée à se dérouler en son absence. Le 13 novembre 2012, le jury du procès conclut qu'elle a commis les actes allégués . En décembre 2012, elle est condamnée à une ordonnance de surveillance et de traitement de deux ans, le juge déclarant que même si certains pourraient penser qu'elle s'est «enfuie», le tribunal a agi «conformément à la loi du pays et à la sur la base de la preuve qu’elle entend ".

## Enquête sur les activités de lobbyiste
En mars 2010, Moran est l'un des députés impliqués dans l'opération mise en place par le programme Channel 4 Dispatches. Les députés sont secrètement filmés en train de discuter de la manière dont ils pouvaient aider les intérêts d'une entreprise qui a été inventée par les créateurs de programmes. Dans le film, Moran semble prétendre être en mesure d'aider à modifier les lois sur l'immigration afin de stimuler les intérêts commerciaux de la fausse entreprise. Elle affirme qu'elle peut faire appel à un «gang de filles» de femmes ministres pour l'aider et pourtant, alors qu'elle semble courtiser avec enthousiasme la fausse entreprise, une demi-heure après la réunion, son bureau dit à un journaliste qu'elle n'est pas disponible pour faire du travail au nom de ses électeurs parce qu'elle «n'allait pas très bien pour le moment». Moran affirme que "cette réunion est le début d'une tentative de reconstruire ma vie".
Le 22 mars, elle est suspendue de ses fonctions au Parti travailliste. Le dirigeant travailliste Gordon Brown indique qu'il n'y aurait pas d'enquête sur la conduite de Moran et des autres députés travaillistes filmés dans l'émission.

## Vie privée
En 2009 elle épouse son partenaire de longue date de 30 ans. Ils n'ont pas d'enfants.